# Orobica

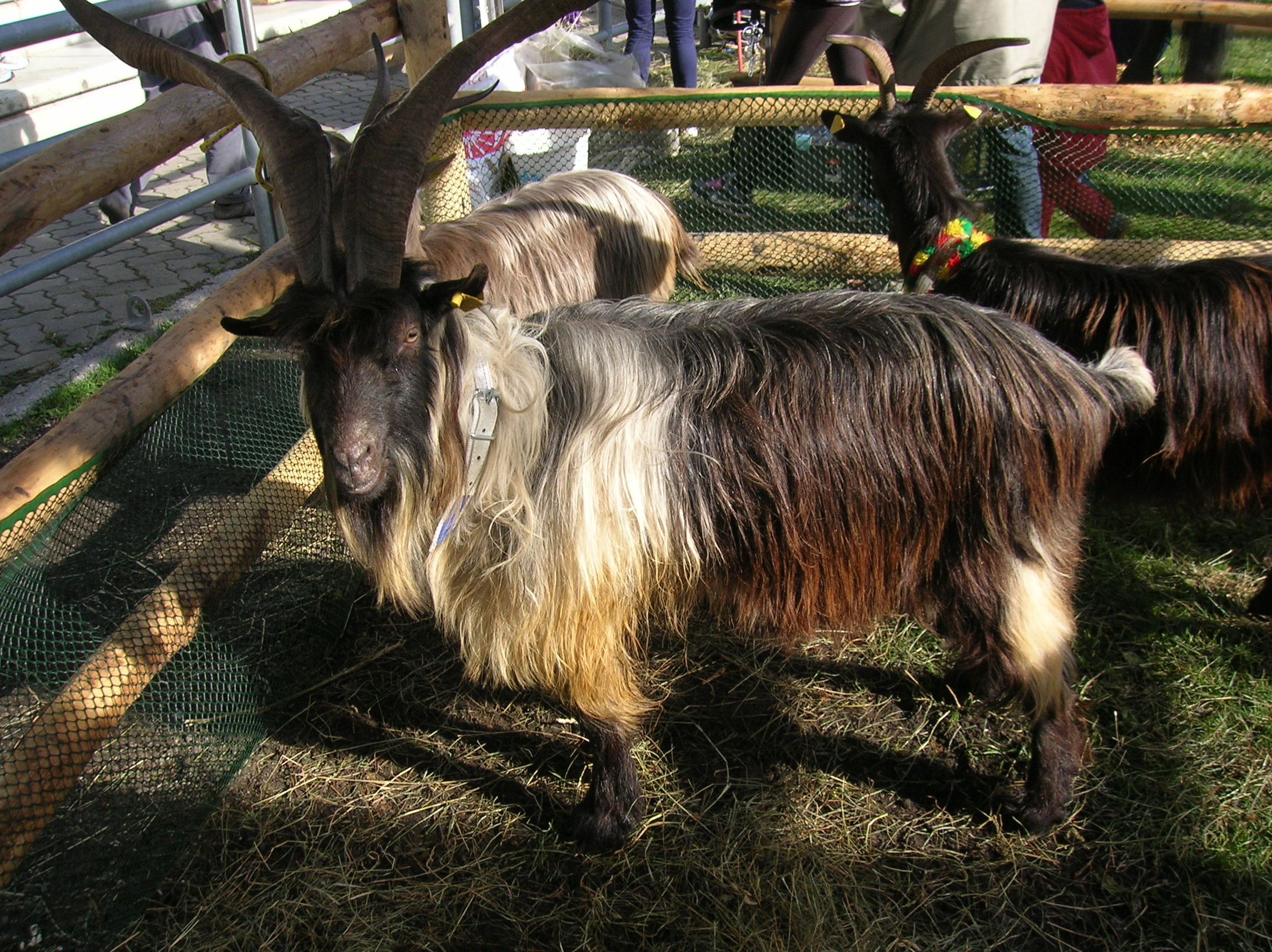
Uma cabra orobica

A Orobica ou Valgerola é uma raça de cabra doméstica de Val Gerola, na província de Sondrio do norte da Itália. As origens da raça são desconhecidas; sendo documentada pela primeira vez no início do século xx. A Orobica é uma das oito raça autóctones de cabras italianas,  para as quais um livro genealógico é mantido pela Associazione Nazionale della Pastorizia, a associação nacional italiana de criadores de ovinos.
No final de 2013, a população registrada foi de 1109.

## Características
As cabras Orobica tem tamanho médio; os machos pesam em média 80 kg e as fêmeas de cerca de 65 kg. Ambos os sexos têm longos chifres e orelhas eretas. A pelagem é brilhante, composto de finos cabelos longos, com uma cor variando de cinza-uniforme para violeta-bege.